# Sinh vật hoang dã ở Nhật Bản
Sinh vật hoang dã ở Nhật Bản bao gồm hệ thực vật, động vật và môi trường sống tự nhiên. Các hòn đảo của Nhật Bản trải dài một khoảng cách dài từ bắc xuống nam và bao phủ một phạm vi rộng các khu vực khí hậu. Điều này dẫn đến sự đa dạng cao của sinh vật hoang dã mặc dù sự cô lập của Nhật Bản từ đất liền của châu Á. Ở phía bắc của đất nước, có rất nhiều loài cận bắc cực xuống định cư ở Nhật Bản. Ở phía nam có các loài Đông Nam Á, điển hình của vùng nhiệt đới. Giữa các khu vực này là vùng ôn đới có nhiều loài chung với Trung Quốc và Hàn Quốc. Nhật Bản cũng có nhiều loài đặc hữu không được tìm thấy ở nơi khác.

## Động vật

### Động vật có vú

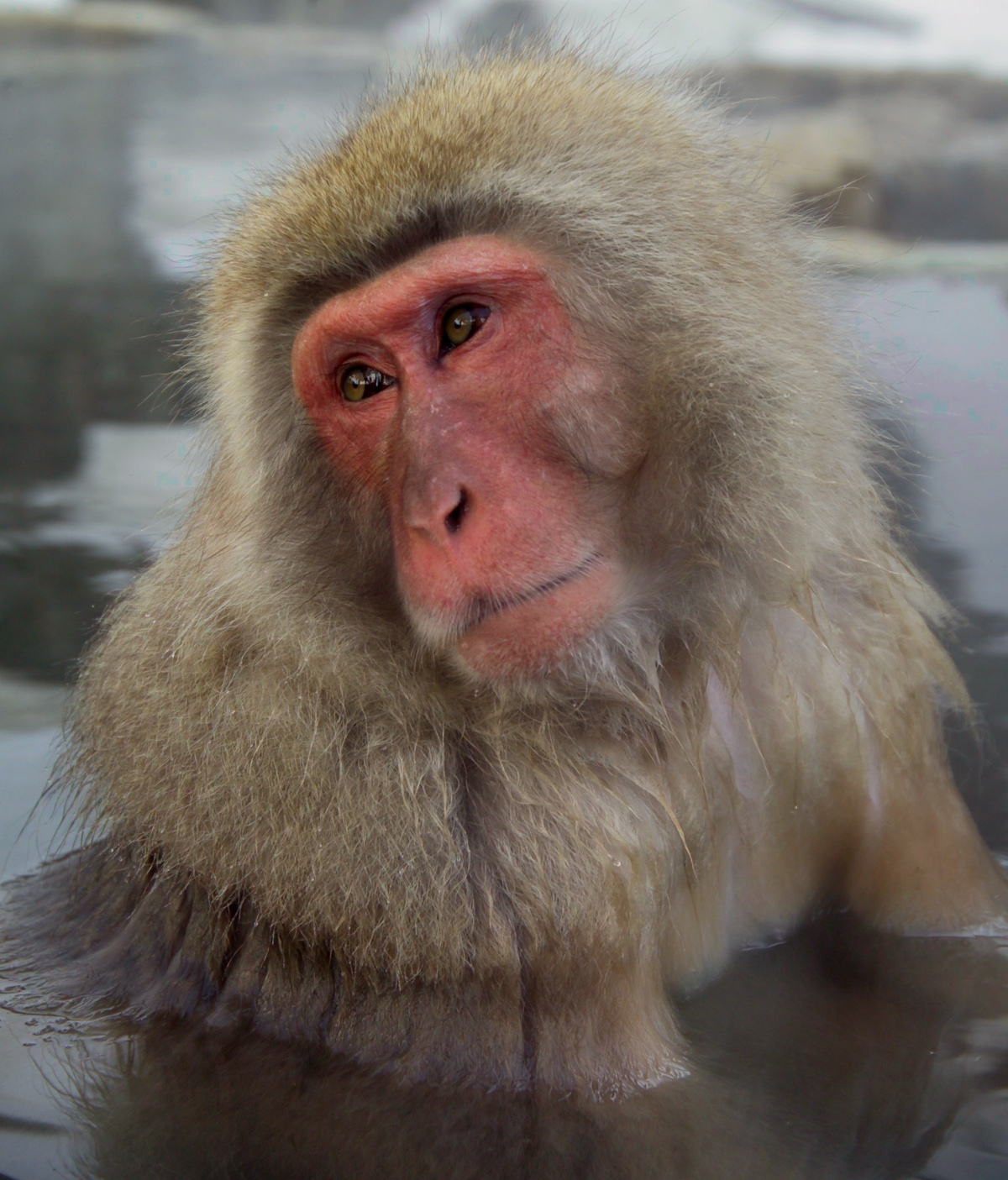
Khỉ Nhật Bản tắm trong suối nước nóng ở huyện Nagano.

Khoảng 130 loài động vật có vú ở đất liền được tìm thấy ở Nhật Bản. Lớn nhất trong số này là hai loài gấu. Gấu nâu Ussuri (Ursus arctos) được tìm thấy ở Hokkaidō, nơi nó đóng một vai trò quan trọng trong văn hoá của người Ainu. Gấu đen châu Á (Ursus thibetanus) sống ở vùng núi ở Honshū, Kyūshū và Shikoku. Các loài ăn thịt nhỏ bao gồm các con cáo đỏ (Vulpes vulpes), Lửng chó (Nyctereutes procyonoides) và Chồn vàng Nhật Bản (Martes melampus). Có hai mèo hoang ở Nhật Bản: mèo báo (Prionailurus bengalensis) của lục địa châu Á xuất hiện trên đảo Tsushima trong khi loài Mèo Iriomote (Prionailurus iriomotensis) là loài có duy nhất trên đảo Iriomote-jima.
Các loài động vật có vú gồm có Hươu sao (Cervus nippon), Tỳ linh Nhật Bản (Capricornis crispus) và heo rừng (Sus scrofa). Trong số những động vật có vú nổi tiếng nhất của Nhật là khỉ Nhật Bản (Macaca fuscata), con khỉ cực bắc nhất thế giới.
Động vật có vú biển bao gồm Cá cúi (Dugong dugon), Cá heo không vây (Neophocaena phocaenoides) và sư tử biển Steller (Eumetopias jubatus).